# راز هرشکو
راز هرشکو (انگلیسی: Raz Hershko؛ زادهٔ ۱۹ ژوئن ۱۹۹۸) جودوکار زن اهل اسرائیل است.